# جون جون مولينا
جون جون مولينا (بالإنجليزية: John John Molina)‏ مواليد 17 مارس 1965 في بورتوريكو، هو ملاكم يصنف ضمن فئة الوزن الخفيف. حقق بطولة الاتحاد الدولي للملاكمة وبطولة منظمة الملاكمة العالمية. شارك في دورة الألعاب الأولمبية الصيفية.

## إحصائيات
خاض خلال مسيرته 59 نزالا، فاز في 52 وتعادل في 0 وخسر في 7. فاز بالضربة القاضية في 33 نزالا.

## روابط خارجية
- جون جون مولينا على موقع بوكس ريك (الإنجليزية) (registration required)
- جون جون مولينا على موقع أوليمبيديا (الإنجليزية)